# Technische Daten
Technische Daten sind in Technik und Wirtschaft Daten, welche die wesentlichen Eigenschaften und Merkmale von technischen, langlebigen Gebrauchsgütern ebenso wie die von kurzlebigeren Verbrauchsgütern beschreiben.
Als Gegenstände kommen insbesondere alle Geräte (wie Arbeitsgeräte, Haushaltsgeräte oder Sportgeräte) und technisch orientierten Anlagen, Arbeitsmittel, Betriebsmittel, Bauteile, Computer, Maschinen, Produktionsmittel, Transportmittel, Verkehrsmittel, Waren oder Werkstoffe in Betracht.
Technische Daten sind technische Angaben zu einem Gerät wie beispielsweise Abmessungen, Baujahr, Gewicht, physikalische Größen (wie Leistung, elektrische Kapazität), Verbrauch (Endenergieverbrauch wie Stromverbrauch oder Wasserverbrauch) oder Zuladung. oder auch Inhaltsstoffe von Arzneimitteln, Genussmitteln, Getränken, Kosmetika sowie Lebens- und Nahrungsmitteln. Pendant sind kommerzielle Daten wie Preis, Preis-Leistungs-Verhältnis oder Nutzungsdauer (Haltbarkeit).

## Technische Aspekte
Die Angabe technischer Daten erfolgt im Zusammenhang mit Maßeinheiten wie insbesondere Grad Celsius, Gramm, Hertz, Kilometer pro Stunde, Kilowattstunde, Liter, Meter, Sekunde, Volumen oder Watt. Diese sind oft auf einem Datenblatt oder einem Typenschild zusammengefasst.
Durch diese Maßeinheiten werden technische Daten miteinander vergleichbar wie etwa der Kraftstoffverbrauch von Pkw (in Liter/100 Kilometer):
| Jahr | Benzin | Diesel |
| ---- | ------ | ------ |
| 2010 | 7,9    | 6,8    |
| 2011 | 7,9    | 6,7    |
| 2012 | 7,8    | 6,7    |
| 2013 | 7,8    | 6,8    |
| 2014 | 7,8    | 6,8    |
| 2015 | 7,7    | 6,8    |
| 2016 | 7,7    | 6,8    |
| 2017 | 7,8    | 7,0    |
| 2018 | 7,8    | 7,0    |
| 2019 | 7,8    | 7,0    |
| 2020 | 7,7    | 7,0    |
| 2021 | 7,7    | 7,0    |

Beim Kraftstoffverbrauch überwiegt in Deutschland der Anteil des Benzinverbrauchs, wobei aber eine leichte Tendenz zur Annäherung der Werte zu erkennen ist.
Technische Daten wie Hubraum oder Leistung in kWh sind geeignet, Personenkraftwagen in Fahrzeugklassen einzuteilen. Das gilt auch für Verkehrsflugzeuge, die je nach Reichweite in Kurzstrecken-, Mittelstrecken- und Langstreckenflugzeuge unterteilt werden.

## Wirtschaftliche Aspekte
Beim Informationsverhalten des Konsumenten kommt es darauf an, wie viele Produkteigenschaften er in Zusammenhang mit einem bestimmten Produkt wahrnimmt (wie technische Daten, Preis, Produktqualität). Technische Daten sind neben dem Preis meist das wesentliche Kriterium für eine Kaufentscheidung. Technische Daten ergeben sich unter anderem aus Bauanleitungen, Baubeschreibungen, Gebrauchsanleitungen, Manuals, Packungsbeilagen, Schaltplänen, Tabellen oder Typenschildern. Sie gelten als Textteil dieser Textsorten. Technische Daten dienen dem Benutzer bei der Kaufentscheidung zur Beurteilung des Nutzens und Nutzungswerts des Kaufgegenstands sowie zum Vergleich mit Substitutionsgütern. Der Verkäufer muss die Eigenschaften der Waren kennen, wozu neben Hersteller und Verwendungsmöglichkeiten auch die technischen Daten gehören. Während der Nutzung durch den Käufer weisen technische Daten auf die Funktionalität und das maximale Leistungsvermögen des Gegenstands hin und geben Hinweise auf Wartungsarbeiten.

## Rechtliche Aspekte
Die technischen Daten eines Produktes zeigen die Eigenschaften des Produktes. Laut §3 Satz 2 Produktsicherheitsgesetz sind insbesondere die Eigenschaften des Produkts einschließlich seiner Zusammensetzung zu berücksichtigen. Dies können u. a. die Einsatzgrenzen hinsichtlich Temperatur, Druck oder Umweltbedingungen (z. B. staubfrei) sein. Außerdem müssen in den technischen Daten auch die Leistungskennzahlen abgebildet sein, wie z. B. höchstzulässige Last bei einem Kran. Dies ist zur Beurteilung des Produktes hinsichtlich der Produktbeschreibung und damit der Sicherheit des Produktes erforderlich.
Ferner sind die technischen Daten zur Klassifizierung des Produktes z. B. für die Energieeffizienzklassen unerlässlich. In der Gefährdungsbeurteilung werden die zu ermittelnden Gefährdungen aus § 5 ArbSchG gemäß dem Katalog der Gefährdungen gefordert.
Die technischen Daten gehören zu den Herstellerangaben und müssen verbindlich sein. Laut OLG Celle, Urteil vom 11. Juni 2008, Az. 14 U 213/07 kann eine Werkleistung oder ein Kaufgegenstand dann zivilrechtlich mangelhaft sein, wenn er einerseits hinter den allgemein anerkannten Regeln der Technik zurückbleibt und/oder andererseits die Herstellerangaben nicht eingehalten sind.